# Adrien Tambay
Adrien Tambay (ur. 25 lutego 1991 w Paryżu) – francuski kierowca wyścigowy. Syn byłego kierowcy Formuły 1 Patricka Tambay.

## Kariera

### Formuła BMW
Adrien karierę rozpoczął w 2001 roku od startów w kartingu. W 2007 roku zadebiutował w serii wyścigów samochodów jednomiejscowych – Niemieckiej Formule BMW. Reprezentując ekipę Josefa Kauffmanna, siedmiokrotnie stanął na podium, a podczas kończącej sezon rundzie na torze Hockenheimring zwyciężył w dwóch wyścigach. W klasyfikacji generalnej uplasował się na 4. miejscu. Francuz zaliczył również gościnny występ w amerykańskim cyklu. Dzięki zdobytym punktom zmagania w nim zakończył na 17. pozycji.
W kolejnym sezonie Tambay startował w barwach ekipy Eifelland Racing w europejskiej edycji tej serii, która powstała po złączeniu niemieckiego oraz brytyjskiego cyklu. Tambay zdominował inauguracyjną rundę na Circuit de Catalunya. W dalszej części sezonu Francuz nie prezentował jednak podobnej formy i nie zwyciężył w żadnym z pozostałych wyścigów. W pierwszej trójce znalazł się jeszcze siedem razy, a w końcowej klasyfikacji znalazł się na 3. lokacie.

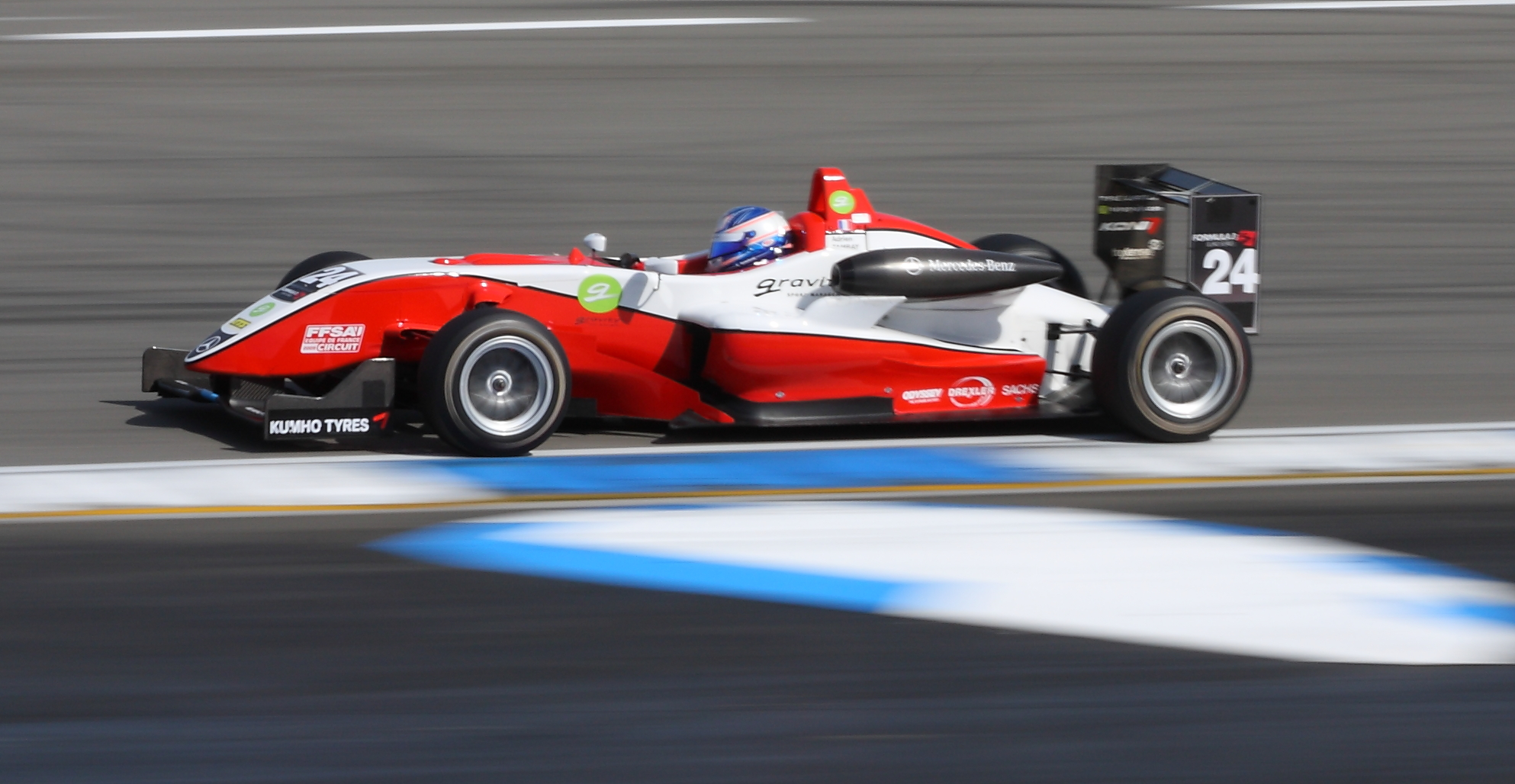
Adrien Tambay podczas wyścigu F3 Euroseries na torze Hockenheimring w 2009 roku

### Formuła 3
W 2009 roku Tambay nawiązał współpracę z drugorzędnym zespołem ART Grand Prix w Formule 3 Euroseries. Pomimo uczestnictwa we wszystkich wyścigach, Francuz nie zdobył jednak ani jednego punktu. Najbliżej sukcesu był na niemieckich torach w Lausitz oraz Norisring, w których uplasował się na siódmej lokacie.

### AutoGP
W sezonie 2010 Tambay podpisał kontrakt z czeską ekipą Charouz-Gravity Raicing, na udział w serii AutoGP. W ciągu dwunastu wyścigów Tambay sześciokrotnie sięgnął po punkty. Na włoskich torach Imola i Monza dwukrotnie stanął na podium, zajmując odpowiednio pierwsze oraz drugie miejsce. Ostatecznie został sklasyfikowany na 6. pozycji.
W kolejnym roku startów nawiązał współpracę z zespołem DAMS. Z francuską ekipą wystartował w sześciu wyścigach, w ciągu których dwukrotnie (na Monzy oraz Hungaroringu) stanął na średnim stopniu podium. Po absencji na brytyjskim torze Donington Park, Tambay rozpoczął pracę hiszpańskim teamem Campos Racing, na starty w trzech ostatnich rundach sezonu. Już w pierwszej eliminacji (na Oschersleben) dwukrotnie znalazł się w pierwszej trójce, natomiast w przedostatnim wyścigu sezonu (na Mugello) odniósł drugie zwycięstwo w karierze (dzień wcześniej sięgnął po pole position). Dorobek przekraczający sto punktów pozwolił mu zająć 4. miejsce w klasyfikacji generalnej.

### Seria GP3
W 2010 roku Francuz wziął udział w dwóch rundach (na Hungaroringu oraz Spa-Francorchamps) nowo utworzonej Serii GP3. Zastąpiwszy w zespole Manor Racing Brytyjczyka Jamesa Jakesa Tambay odniósł zwycięstwo w chaotycznym sprincie w Belgii. Dzięki sześciu punktom zmagania zakończył na 20. lokacie.

### Formuła Renault 3.5
W roku 2011 Tambay wystartował w dwóch rundach Formuły Renault 3.5, na torze Monte Carlo oraz Circuit de Catalunya. Punkty zdobył w ulicznym Monako, plasując się na siódmej pozycji. Zdobyte punkty usadowiły go na 27. miejscu.

### DTM

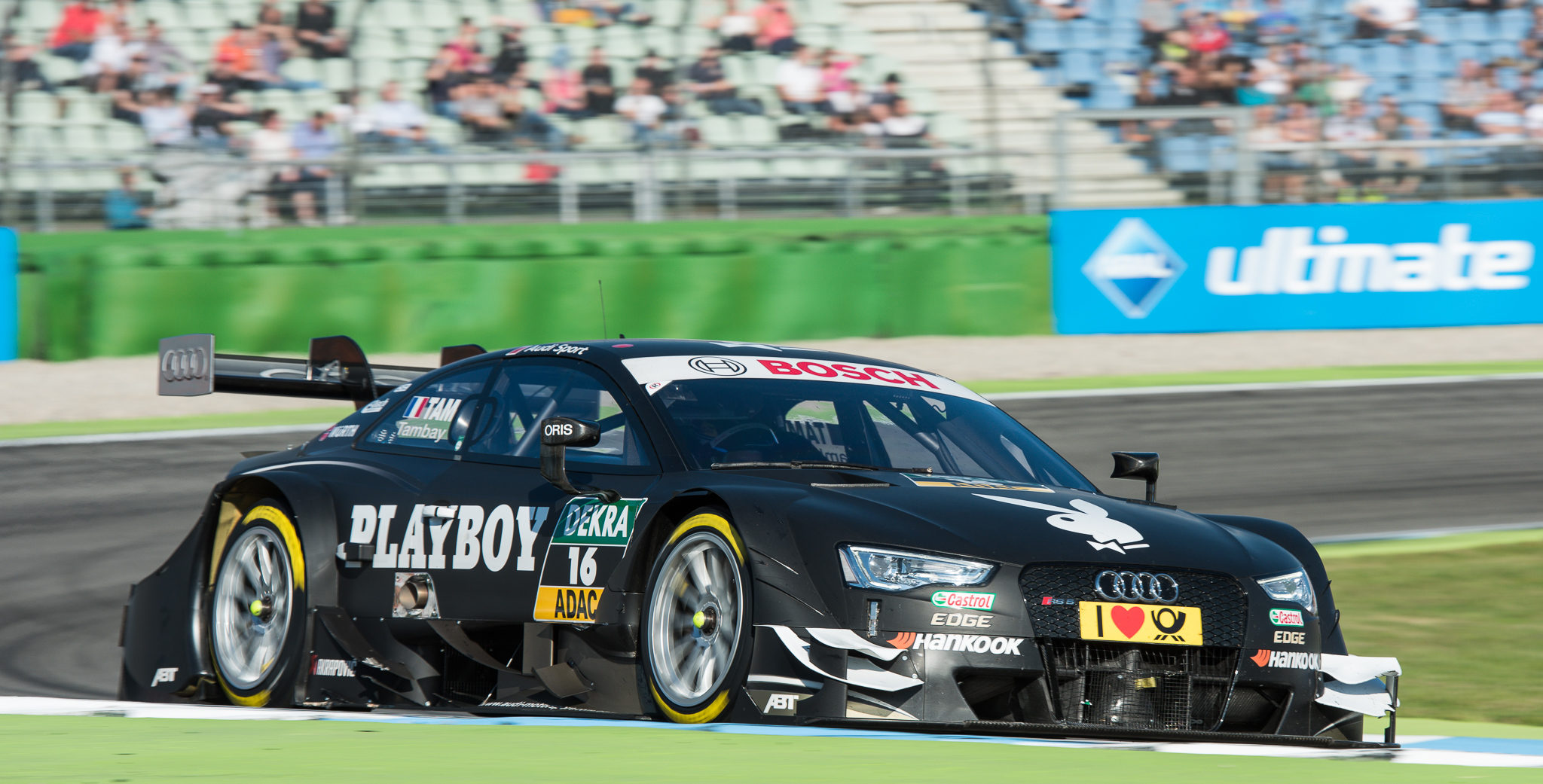
Adrien Tambay, Deutsche Tourenwagen Masters 2014 – Hockenheimring

Tambay zadebiutował w serii DTM w sezonie 2012 w samochodzie Audi A5 DTM w teamie Audi Sport Team Abt wraz z Rahelem Freyem. Najlepszy wynik zanotował na torze w Walencji, gdzie zajął drugie miejsce. Cały sezon zakończył na 10. miejscu, ze stratą 121 punktów do Bruno Spenglera. Rok później z dorobkiem trzydziestu punktów uplasował się na czternastej pozycji w końcowej klasyfikacji generalnej. W 2014 uzbierał łącznie 36 punktów, co mu dało czternaste miejsce w klasyfikacji generalnej.

## Wyniki w GP3
| Legenda oznaczeń w tabelach wyników Wyświetl szablon na nowej stronie | Legenda oznaczeń w tabelach wyników Wyświetl szablon na nowej stronie                                                                     |
| Oznaczenie                                                            | Wyjaśnienie |
| --------------------------------------------------------------------- | --- |
| Złoty                                                                 | Zwycięzca lub mistrzostwo |
| Srebrny                                                               | 2. miejsce lub wicemistrzostwo |
| Brązowy                                                               | 3. miejsce lub II wicemistrzostwo |
| Zielony                                                               | Ukończył, punktował (w klasyfikacji generalnej, gdy zdobył co najmniej jeden punkt na przestrzeni sezonu, poza trzema powyższymi opcjami) |
| Niebieski                                                             | Ukończył, nie punktował (w klasyfikacji generalnej, gdy nie zdobył co najmniej jednego punktu na przestrzeni sezonu)                      |
| Czerwony                                                              | Nie zakwalifikował się (NZ) |
| Czerwony                                                              | Nie prekwalifikował się (NPK) |
| Różowy                                                                | Nie ukończył (NU) |
| Różowy                                                                | Niesklasyfikowany (NS) (w klasyfikacji generalnej, gdy nie został sklasyfikowany w żadnym wyścigu sezonu)                                 |
| Czarny                                                                | Zdyskwalifikowany (DK) |
| Czarny                                                                | Wykluczony (WYK/EX) |
| Biały                                                                 | Nie wystartował (NW) |
| Biały                                                                 | Kontuzjowany (K/INJ) |
| Biały                                                                 | Wyścig odwołany (OD/C) |
| Bez koloru                                                            | Został wycofany (WYC/WD) |
| Bez koloru                                                            | Nie przybył (NP/DNA) |
| Bez koloru                                                            | Nie brał udziału w treningach (NT/DNP) |
| Bez koloru                                                            | Nie został zgłoszony (–) |
| Pogrubienie                                                           | Start z pole position |
| Kursywa                                                               | Najszybsze okrążenie wyścigu |
| †                                                                     | Nie ukończył, ale jego rezultat został zaliczony ze względu na przejechanie więcej niż 90% dystansu wyścigu.                              |
| *                                                                     | Sezon w trakcie |
| 1/2/3                                                                 | Punktowana pozycja w sprincie kwalifikacyjnym                                                                                             |
| Lista systemów punktacji Formuły 1                                    | |

| Rok  | Zespół           | Wyniki w poszczególnych eliminacjach | Wyniki w poszczególnych eliminacjach | Wyniki w poszczególnych eliminacjach | Wyniki w poszczególnych eliminacjach | Wyniki w poszczególnych eliminacjach | Wyniki w poszczególnych eliminacjach | Wyniki w poszczególnych eliminacjach | Wyniki w poszczególnych eliminacjach | Wyniki w poszczególnych eliminacjach | Wyniki w poszczególnych eliminacjach | Wyniki w poszczególnych eliminacjach | Wyniki w poszczególnych eliminacjach | Wyniki w poszczególnych eliminacjach | Wyniki w poszczególnych eliminacjach | Wyniki w poszczególnych eliminacjach | Wyniki w poszczególnych eliminacjach | Punkty | Pozycja |
| ---- | ---------------- | ------------------------------------ | ------------------------------------ | ------------------------------------ | ------------------------------------ | ------------------------------------ | ------------------------------------ | ------------------------------------ | ------------------------------------ | ------------------------------------ | ------------------------------------ | ------------------------------------ | ------------------------------------ | ------------------------------------ | ------------------------------------ | ------------------------------------ | ------------------------------------ | ------ | ------- |
| 2010 | Manor Motorsport | ESP                                  | ESP                                  | TUR                                  | TUR                                  | VAL                                  | VAL                                  | GBR                                  | GBR                                  | DEU                                  | DEU                                  | HUN                                  | HUN                                  | BEL                                  | BEL                                  | ITA                                  | ITA                                  | 6      | 20      |
| 2010 | Manor Motorsport | –                                    | –                                    | –                                    | –                                    | –                                    | –                                    | –                                    | –                                    | –                                    | –                                    | 18                                   | 9                                    | NU                                   | 1                                    | –                                    | –                                    | 6      | 20      |

## Wyniki w Formule Renault 3.5
| Legenda oznaczeń w tabelach wyników Wyświetl szablon na nowej stronie | Legenda oznaczeń w tabelach wyników Wyświetl szablon na nowej stronie                                                                     |
| Oznaczenie                                                            | Wyjaśnienie |
| --------------------------------------------------------------------- | --- |
| Złoty                                                                 | Zwycięzca lub mistrzostwo |
| Srebrny                                                               | 2. miejsce lub wicemistrzostwo |
| Brązowy                                                               | 3. miejsce lub II wicemistrzostwo |
| Zielony                                                               | Ukończył, punktował (w klasyfikacji generalnej, gdy zdobył co najmniej jeden punkt na przestrzeni sezonu, poza trzema powyższymi opcjami) |
| Niebieski                                                             | Ukończył, nie punktował (w klasyfikacji generalnej, gdy nie zdobył co najmniej jednego punktu na przestrzeni sezonu)                      |
| Czerwony                                                              | Nie zakwalifikował się (NZ) |
| Czerwony                                                              | Nie prekwalifikował się (NPK) |
| Różowy                                                                | Nie ukończył (NU) |
| Różowy                                                                | Niesklasyfikowany (NS) (w klasyfikacji generalnej, gdy nie został sklasyfikowany w żadnym wyścigu sezonu)                                 |
| Czarny                                                                | Zdyskwalifikowany (DK) |
| Czarny                                                                | Wykluczony (WYK/EX) |
| Biały                                                                 | Nie wystartował (NW) |
| Biały                                                                 | Kontuzjowany (K/INJ) |
| Biały                                                                 | Wyścig odwołany (OD/C) |
| Bez koloru                                                            | Został wycofany (WYC/WD) |
| Bez koloru                                                            | Nie przybył (NP/DNA) |
| Bez koloru                                                            | Nie brał udziału w treningach (NT/DNP) |
| Bez koloru                                                            | Nie został zgłoszony (–) |
| Pogrubienie                                                           | Start z pole position |
| Kursywa                                                               | Najszybsze okrążenie wyścigu |
| †                                                                     | Nie ukończył, ale jego rezultat został zaliczony ze względu na przejechanie więcej niż 90% dystansu wyścigu.                              |
| *                                                                     | Sezon w trakcie |
| 1/2/3                                                                 | Punktowana pozycja w sprincie kwalifikacyjnym                                                                                             |
| Lista systemów punktacji Formuły 1                                    | |

| Rok  | Zespół                    | Wyniki w poszczególnych eliminacjach | Wyniki w poszczególnych eliminacjach | Wyniki w poszczególnych eliminacjach | Wyniki w poszczególnych eliminacjach | Wyniki w poszczególnych eliminacjach | Wyniki w poszczególnych eliminacjach | Wyniki w poszczególnych eliminacjach | Wyniki w poszczególnych eliminacjach | Wyniki w poszczególnych eliminacjach | Wyniki w poszczególnych eliminacjach | Wyniki w poszczególnych eliminacjach | Wyniki w poszczególnych eliminacjach | Wyniki w poszczególnych eliminacjach | Wyniki w poszczególnych eliminacjach | Wyniki w poszczególnych eliminacjach | Wyniki w poszczególnych eliminacjach | Wyniki w poszczególnych eliminacjach | Punkty | Pozycja |
| ---- | ------------------------- | ------------------------------------ | ------------------------------------ | ------------------------------------ | ------------------------------------ | ------------------------------------ | ------------------------------------ | ------------------------------------ | ------------------------------------ | ------------------------------------ | ------------------------------------ | ------------------------------------ | ------------------------------------ | ------------------------------------ | ------------------------------------ | ------------------------------------ | ------------------------------------ | ------------------------------------ | ------ | ------- |
| 2011 |                           | ARA                                  | ARA                                  | BEL                                  | BEL                                  | ITA                                  | ITA                                  | MON                                  | DEU                                  | DEU                                  | HUN                                  | HUN                                  | GBR                                  | GBR                                  | FRA                                  | FRA                                  | CAT                                  | CAT                                  | 6      | 27      |
| 2011 | Pons Racing               | –                                    | –                                    | –                                    | –                                    | –                                    | –                                    | 7                                    | –                                    | –                                    | –                                    | –                                    | –                                    | –                                    | –                                    | –                                    | –                                    | –                                    | 6      | 27      |
| 2011 | International DracoRacing | –                                    | –                                    | –                                    | –                                    | –                                    | –                                    | –                                    | –                                    | –                                    | –                                    | –                                    | –                                    | –                                    | –                                    | –                                    | NW                                   | NU                                   | 6      | 27      |